# Super Interessante (revista portuguesa)
A Super Interessante é uma revista portuguesa lançada em 1998 pela Impresa Publishing, que aborda temas relacionados com a ciência, a tecnologia, a cultura, a sociedade e a natureza. A revista sai mensalmente e o seu director é Carlos Madeira. A partir de Julho de 2008, a revista passou a ser editada pela All Media (posteriormente G+J Portugal), uma subsidiária da Motorpress, com sede na Cruz Quebrada-Dafundo.